# اپلت (دهانه)
اپلت یک دهانه برخوردی در ماه‌ است.

## دهانه‌های اقماری
این دهانه ۵ دهانه اقماری دارد.
| Opelt | عرض جغرافیایی | طول جغرافیایی | قطر         |
| ----- | ------------- | ------------- | ----------- |
| H     | ۱۵.۸° S       | ۱۷.۳° W       | ۳.۰ کیلومتر |
| K     | ۱۳.۶° S       | ۱۷.۱° W       | ۵.۰ کیلومتر |
| E     | ۱۷.۰° S       | ۱۷.۸° W       | ۸.۰ کیلومتر |
| G     | ۱۶.۸° S       | ۱۷.۲° W       | ۴.۰ کیلومتر |
| F     | ۱۸.۱° S       | ۱۸.۷° W       | ۴.۰ کیلومتر |